# Casa dels Consellers
Casa dels Consellers és una casa amb elements renaixentistes de Bellpuig  a la comarca d'Urgell) protegida com a bé cultural d'interès local. Es va construir entre 1581 i 1583.

## Descripció
La casa dels consellers, també coneguda com a Paeria Antiga o el palau de Ramon Folch de Cardona, forma part del conjunt dels porxos situats davant la casa de la vila actual. Està construïda amb grans carreus de pedra picada. La casa consta d'una part baixa unida a una estructura urbanística comunitària com són els porxos. A la primera planta hi ha tres balcons. Finalment a la part més elevada d'aquesta casa-palau hi ha les golfes. La porta principal és arquitravada i té la data de 1583 inscrita a la porta acompanyada també d'una inscripció en llatí: "SINT OCULI TUIA PERTI DONE SUPER DOMUM ISTAM DIE AC NOCTE".